# Чигирь, Александр Альбертович
Алекса́ндр Альбе́ртович Чиги́рь (род. 6 ноября 1968, Москва) — советский и российский, а позже немецкий ватерполист, вратарь, бронзовый призёр Олимпийских игр. Заслуженный мастер спорта СССР.

## Карьера
На Олимпийских играх 1992 года в составе Объединённой команды выиграл бронзовую медаль. На турнире Чигирь провёл 6 матчей. На Олимпиаде 2004 года Чигирь представлял Германию: он сыграл 7 матчей. Сборная Германии заняла 5-е место. В 2008 году на Олимпиаде в Пекине Александр занял 10-е место, проведя 7 игр.
Участник трёх чемпионатов Европы — 1989, 1991 и 1993 года. В составе сборной СССР  в 1989 Чигирь стал 4-м, в 1991 завоевал бронзу, а в 1993, выступая за сборную России, занял 7-е место.